# Браво (Тіціан)
«Браво» або «Сміливець» (італ. Bravo) — картина італійського живописця Тіціана (1480/85–1576), представника венеційської школи. Створена приблизно у 1516—1517 роках. Зберігається у колекції Музею історії мистецтв у Відні.

## Історія
Картина ідентифікується з тією, яку Маркантоніо Мікіел бачив у 1528 році у будинку Зуана Антоніо Веньера у Венеції і про яку він сказав: «Дві фігури, що нападають одна на одну — Тіціана». Картина походить з колекції ерцгерцога Леопольда Вільгельма.

## Сюжет
Картина, на якій зображено таємного озброєного чоловіка, що стоїть спиною, була написана Тіціаном у період наслідування Джорджоне: вона викриває приховану жорстокість. На полотні під образом типового італійського розбійника XVI сторіччя — браві — втілено міфологічний сюжет з «Метаморфоз» Овідія, а саме міф про те, як Пенфей, який був царем Фів і боровся з культом Вакха, наказав взяти того під варту. Помста Вакха була жахливою: Пенфей був розірваний на шматки своєю матір'ю і сестрами. Вираз гніву і обіцянка суворого покарання ясно простежуються на обличчі божества, а сюжети, присвячені нерозсудливості тих смертних, котрі викликають гнів небожителів з Олімпа, стали темою, до якої Тіціан повертався неодноразово.

## Опис
Гнів Пенфея по відношенню до Вакха виражений в руці, що стискає кинджал. Художник застосував незвичайну побудову картини, але попри зображення персонажів зі спини, йому потужно владося передати конфліктну ситуацію між ними. Вакх зображений у вінку з виноградного листя, який є одним з його символів. Довге, світле і кучеряве волосся таке саме, як і на картині «Вакх і Аріадна» (Національна галерея, Лондон); пристрастний погляд божества у дусі гуманістичних поглядів доби Відродження, чітко контрастує з ясною і спокійною суворістю Аполлона.
У зображені рук Пенфея, що з силою стискають комірець юнака, відчуваються мотиви Мікеланджело. Тіціан, що вже був визнаним майстром світла і тіней, перейняв у Альбрехта Дюрера здатність за допомогою прихованих деталей виражати драматизм оповіді.
Свого часу критики вважали, що це полотно належить пензлю Джорджоне, але виключна драматична сила і могутня драматична передача підтверджують авторство Тіціана. Художник нещодавно завершив вівтарні картини для церкви Санта-Марія-Глоріоза-дей-Фрарі у Венеції; у цей період мова емоцій входить до його творів через жести і положення, виражені в експресивних і дуже констратних лініях. Світло грає основну роль у злитті тіл і облич персонажів.